# Lista över fornlämningar i Bromölla kommun
Lista över fornlämningar i Bromölla kommun är en förteckning av ett urval av de fornlämningar som finns i Bromölla kommun.

## Gualöv
| Namn                    | Lämningstyp             | Tillkomsttid | Historisk indelning | Plats | Läge                 | ID-nr          | Bild                                 |
| ----------------------- | ----------------------- | ------------ | ------------------- | ----- | -------------------- | -------------- | ------------------------------------ |
| Gualöv 3:1              | Grav- och boplatsområde |              | Gualöv, Skåne       |       | 56.043926, 14.465301 | 10105300030001 | Ladda upp en bild av detta fornminne |
| Gualöv 4:1              | Stensättning            |              | Gualöv, Skåne       |       | 56.044856, 14.467249 | 10105300040001 | Ladda upp en bild av detta fornminne |
| Gualöv 5:1              | Hög                     |              | Gualöv, Skåne       |       | 56.048662, 14.440158 | 10105300050001 | Ladda upp en bild av detta fornminne |
| Gualöv 6:1              | Hög                     |              | Gualöv, Skåne       |       | 56.042676, 14.434814 | 10105300060001 | Ladda upp en bild av detta fornminne |
| Pestbacken (Gualöv 9:1) | Begravningsplats        |              | Gualöv, Skåne       |       | 56.042534, 14.412957 | 10105300090001 | Ladda upp en bild av detta fornminne |
| Gualöv 12:1             | Hög                     |              | Gualöv, Skåne       |       | 56.032371, 14.411843 | 10105300120001 | Ladda upp en bild av detta fornminne |
| Gualöv 14:1             | Hög                     |              | Gualöv, Skåne       |       | 56.054258, 14.443225 | 10105300140001 | Ladda upp en bild av detta fornminne |
| Gualöv 15:1             | Hög                     |              | Gualöv, Skåne       |       | 56.053450, 14.442389 | 10105300150001 | Ladda upp en bild av detta fornminne |
| Gualöv 16:1             | Hög                     |              | Gualöv, Skåne       |       | 56.054325, 14.448032 | 10105300160001 | Ladda upp en bild av detta fornminne |
| Gualöv 17:1             | Hög                     |              | Gualöv, Skåne       |       | 56.053561, 14.446935 | 10105300170001 | Ladda upp en bild av detta fornminne |
| Gualöv 18:1             | Hög                     |              | Gualöv, Skåne       |       | 56.049751, 14.436755 | 10105300180001 | Ladda upp en bild av detta fornminne |
| Gualöv 19:1             | Hög                     |              | Gualöv, Skåne       |       | 56.054182, 14.439783 | 10105300190001 | Ladda upp en bild av detta fornminne |
| Gualöv 20:1             | Hög                     |              | Gualöv, Skåne       |       | 56.034167, 14.414551 | 10105300200001 | Ladda upp en bild av detta fornminne |
| Gualöv 22:1             | Hög                     |              | Gualöv, Skåne       |       | 56.040981, 14.432263 | 10105300220001 | Ladda upp en bild av detta fornminne |
| Gualöv 29:1             | Hög                     |              | Gualöv, Skåne       |       | 56.033707, 14.418730 | 10105300290001 | Ladda upp en bild av detta fornminne |
| Gualöv 32:1             | Hög                     |              | Gualöv, Skåne       |       | 56.041713, 14.465153 | 10105300320001 | Ladda upp en bild av detta fornminne |
| Gualöv 42:1             | Hällristning            |              | Gualöv, Skåne       |       | 56.053296, 14.446397 | 10105300420001 | Ladda upp en bild av detta fornminne |
| Gualöv 43:1             | Hällristning            |              | Gualöv, Skåne       |       | 56.053030, 14.449433 | 10105300430001 | Ladda upp en bild av detta fornminne |
| Gualöv 44:1             | Hällristning            |              | Gualöv, Skåne       |       | 56.045591, 14.431547 | 10105300440001 | Ladda upp en bild av detta fornminne |

## Ivetofta
| Namn                         | Lämningstyp                 | Tillkomsttid | Historisk indelning | Plats | Läge                 | ID-nr          | Bild                                 |
| ---------------------------- | --------------------------- | ------------ | ------------------- | ----- | -------------------- | -------------- | ------------------------------------ |
| Ivetofta 1:1                 | Hög                         |              | Ivetofta, Skåne     |       | 56.081339, 14.475806 | 10107100010001 | Ladda upp en bild av detta fornminne |
| Ivetofta 1:2                 | Hög                         |              | Ivetofta, Skåne     |       | 56.081482, 14.476111 | 10107100010002 | Ladda upp en bild av detta fornminne |
| Ivetofta 1:3                 | Hög                         |              | Ivetofta, Skåne     |       | 56.081618, 14.476088 | 10107100010003 | Ladda upp en bild av detta fornminne |
| Ivetofta 2:1                 | Grav markerad av sten/block |              | Ivetofta, Skåne     |       | 56.090162, 14.482145 | 10107100020001 | Ladda upp en bild av detta fornminne |
| Ivetofta 2:2                 | Grav markerad av sten/block |              | Ivetofta, Skåne     |       | 56.090128, 14.481947 | 10107100020002 | Ladda upp en bild av detta fornminne |
| Ivetofta 4:1                 | Grav- och boplatsområde     |              | Ivetofta, Skåne     |       | 56.095033, 14.470758 | 10107100040001 | Ladda upp en bild av detta fornminne |
| Ivetofta 6:1                 | Grav markerad av sten/block |              | Ivetofta, Skåne     |       | 56.069352, 14.465015 | 10107100060001 | Ladda upp en bild av detta fornminne |
| Ivetofta 6:2                 | Grav markerad av sten/block |              | Ivetofta, Skåne     |       | 56.069281, 14.465129 | 10107100060002 | Ladda upp en bild av detta fornminne |
| Ivetofta 7:1                 | Stenkrets                   |              | Ivetofta, Skåne     |       | 56.069088, 14.466000 | 10107100070001 | Ladda upp en bild av detta fornminne |
| Ivetofta 8:1                 | Gravfält                    |              | Ivetofta, Skåne     |       | 56.077026, 14.504271 | 10107100080001 | Ladda upp en bild av detta fornminne |
| Ivetofta 9:1                 | Röse                        |              | Ivetofta, Skåne     |       | 56.073062, 14.504806 | 10107100090001 | Ladda upp en bild av detta fornminne |
| Ivetofta 10:1                | Stensättning                |              | Ivetofta, Skåne     |       | 56.093071, 14.487425 | 10107100100001 | Ladda upp en bild av detta fornminne |
| Ivetofta 11:1                | Grav markerad av sten/block |              | Ivetofta, Skåne     |       | 56.056416, 14.478034 | 10107100110001 | Ladda upp en bild av detta fornminne |
| Ivetofta 13:1                | Stenkrets                   |              | Ivetofta, Skåne     |       | 56.108570, 14.474022 | 10107100130001 | Ladda upp en bild av detta fornminne |
| Ivetofta 13:2                | Grav markerad av sten/block |              | Ivetofta, Skåne     |       | 56.108485, 14.473810 | 10107100130002 | Ladda upp en bild av detta fornminne |
| Ivetofta 13:3                | Grav markerad av sten/block |              | Ivetofta, Skåne     |       | 56.108637, 14.473543 | 10107100130003 | Ladda upp en bild av detta fornminne |
| Ivetofta 13:4                | Grav markerad av sten/block |              | Ivetofta, Skåne     |       | 56.108762, 14.473812 | 10107100130004 | Ladda upp en bild av detta fornminne |
| Ivetofta 13:5                | Grav markerad av sten/block |              | Ivetofta, Skåne     |       | 56.108926, 14.473864 | 10107100130005 | Ladda upp en bild av detta fornminne |
| Ivetofta 16:2                | Grav- och boplatsområde     |              | Ivetofta, Skåne     |       | 56.081122, 14.477464 | 10107100160002 | Ladda upp en bild av detta fornminne |
| Ivetofta 17:1                | Grav- och boplatsområde     |              | Ivetofta, Skåne     |       | 56.082379, 14.477276 | 10107100170001 | Ladda upp en bild av detta fornminne |
| Ivetofta 18:1                | Stenkammargrav              |              | Ivetofta, Skåne     |       | 56.077710, 14.475397 | 10107100180001 | Ladda upp en bild av detta fornminne |
| Ivetofta 19:1                | Stensättning                |              | Ivetofta, Skåne     |       | 56.071212, 14.482673 | 10107100190001 | Ladda upp en bild av detta fornminne |
| Ivetofta 20:1                | Stenkammargrav              |              | Ivetofta, Skåne     |       | 56.063522, 14.537565 | 10107100200001 | Ladda upp en bild av detta fornminne |
| Ivetofta 22:1                | Hög                         |              | Ivetofta, Skåne     |       | 56.068945, 14.537235 | 10107100220001 | Ladda upp en bild av detta fornminne |
| Ivetofta 22:3                | Hällristning                |              | Ivetofta, Skåne     |       | 56.069005, 14.536867 | 10107100220003 | Ladda upp en bild av detta fornminne |
| Ivetofta 23:2                | Hög                         |              | Ivetofta, Skåne     |       | 56.070546, 14.540796 | 10107100230002 | Ladda upp en bild av detta fornminne |
| Ivetofta 23:3                | Hög                         |              | Ivetofta, Skåne     |       | 56.070516, 14.540216 | 10107100230003 | Ladda upp en bild av detta fornminne |
| Ivetofta 24:1                | Gravfält                    |              | Ivetofta, Skåne     |       | 56.072770, 14.540120 | 10107100240001 | Ladda upp en bild av detta fornminne |
| Ivetofta 25:1                | Stensättning                |              | Ivetofta, Skåne     |       | 56.075440, 14.545604 | 10107100250001 | Ladda upp en bild av detta fornminne |
| Ivetofta 25:2                | Stensättning                |              | Ivetofta, Skåne     |       | 56.075234, 14.545136 | 10107100250002 | Ladda upp en bild av detta fornminne |
| Ivetofta 26:1                | Stensättning                |              | Ivetofta, Skåne     |       | 56.076611, 14.544628 | 10107100260001 | Ladda upp en bild av detta fornminne |
| Ivetofta 27:1                | Stensättning                |              | Ivetofta, Skåne     |       | 56.084777, 14.541886 | 10107100270001 | Ladda upp en bild av detta fornminne |
| Ivetofta 28:1                | Stensättning                |              | Ivetofta, Skåne     |       | 56.083803, 14.540607 | 10107100280001 | Ladda upp en bild av detta fornminne |
| Ivetofta 29:1                | Grav markerad av sten/block |              | Ivetofta, Skåne     |       | 56.087156, 14.551006 | 10107100290001 | Ladda upp en bild av detta fornminne |
| Ivetofta 30:1                | Hög                         |              | Ivetofta, Skåne     |       | 56.076042, 14.546202 | 10107100300001 | Ladda upp en bild av detta fornminne |
| Ivetofta 31:1                | Stensättning                |              | Ivetofta, Skåne     |       | 56.118009, 14.490094 | 10107100310001 | Ladda upp en bild av detta fornminne |
| Ivetofta 32:1                | Gravfält                    |              | Ivetofta, Skåne     |       | 56.044557, 14.471574 | 10107100320001 | Ladda upp en bild av detta fornminne |
| Ivetofta 33:1                | Grav markerad av sten/block |              | Ivetofta, Skåne     |       | 56.045801, 14.473937 | 10107100330001 | Ladda upp en bild av detta fornminne |
| Ivetofta 38:1                | Hällristning                |              | Ivetofta, Skåne     |       | 56.076007, 14.544323 | 10107100380001 | Ladda upp en bild av detta fornminne |
| Ivetofta 39:1                | Hög                         |              | Ivetofta, Skåne     |       | 56.059137, 14.533841 | 10107100390001 | Ladda upp en bild av detta fornminne |
| Ivetofta 57:1                | Stensättning                |              | Ivetofta, Skåne     |       | 56.058254, 14.528958 | 10107100570001 | Ladda upp en bild av detta fornminne |
| Ivetofta 58:1                | Stensättning                |              | Ivetofta, Skåne     |       | 56.087810, 14.549146 | 10107100580001 | Ladda upp en bild av detta fornminne |
| Ivetofta 58:2                | Stensättning                |              | Ivetofta, Skåne     |       | 56.087932, 14.548917 | 10107100580002 | Ladda upp en bild av detta fornminne |
| Domarebacken (Ivetofta 59:1) | Stenkrets                   |              | Ivetofta, Skåne     |       | 56.085360, 14.545301 | 10107100590001 | Ladda upp en bild av detta fornminne |
| Ivetofta 60:1                | Hällristning                |              | Ivetofta, Skåne     |       | 56.075087, 14.545410 | 10107100600001 | Ladda upp en bild av detta fornminne |
| Ivetofta 101:1               | Stensättning                |              | Ivetofta, Skåne     |       | 56.118241, 14.491364 | 10107101010001 | Ladda upp en bild av detta fornminne |
| Ivetofta 102:1               | Hög                         |              | Ivetofta, Skåne     |       | 56.099428, 14.501168 | 10107101020001 | Ladda upp en bild av detta fornminne |
| Ivetofta 103:1               | Hällristning                |              | Ivetofta, Skåne     |       | 56.101419, 14.503767 | 10107101030001 | Ladda upp en bild av detta fornminne |
| Ivetofta 104:1               | Hällristning                |              | Ivetofta, Skåne     |       | 56.079461, 14.511737 | 10107101040001 | Ladda upp en bild av detta fornminne |
| Ivetofta 109:1               | Hällristning                |              | Ivetofta, Skåne     |       | 56.052301, 14.503113 | 10107101090001 | Ladda upp en bild av detta fornminne |
| Ivetofta 119:1               | Grav- och boplatsområde     |              | Ivetofta, Skåne     |       | 56.045894, 14.473013 | 10107101190001 | Ladda upp en bild av detta fornminne |
| Ivetofta 121:1               | Hällristning                |              | Ivetofta, Skåne     |       | 56.087692, 14.549340 | 10107101210001 | Ladda upp en bild av detta fornminne |
| Käsemölla (Ivetofta 140:1)   | Kvarn                       |              | Ivetofta, Skåne     |       | 56.047484, 14.470182 | 10107101400001 | Ladda upp en bild av detta fornminne |
| Ivetofta 153:1               | Hällristning                |              | Ivetofta, Skåne     |       | 56.076208, 14.503576 | 10107101530001 | Ladda upp en bild av detta fornminne |
| Ivetofta 153:2               | Hällristning                |              | Ivetofta, Skåne     |       | 56.076065, 14.502981 | 10107101530002 | Ladda upp en bild av detta fornminne |
| Ivetofta 154:1               | Hällristning                |              | Ivetofta, Skåne     |       | 56.076922, 14.501604 | 10107101540001 | Ladda upp en bild av detta fornminne |
| Ivetofta 154:2               | Hällristning                |              | Ivetofta, Skåne     |       | 56.076904, 14.501818 | 10107101540002 | Ladda upp en bild av detta fornminne |
| Ivetofta 154:3               | Hällristning                |              | Ivetofta, Skåne     |       | 56.076688, 14.501810 | 10107101540003 | Ladda upp en bild av detta fornminne |
| Ivetofta 158:1               | Hällristning                |              | Ivetofta, Skåne     |       | 56.059063, 14.534284 | 10107101580001 | Ladda upp en bild av detta fornminne |
| Ivetofta 160:1               | Hällristning                |              | Ivetofta, Skåne     |       | 56.037238, 14.494759 | 10107101600001 | Ladda upp en bild av detta fornminne |
| Ivetofta 164:1               | Grav- och boplatsområde     |              | Ivetofta, Skåne     |       | 56.097115, 14.490868 | 10107101640001 | Ladda upp en bild av detta fornminne |
| Ivetofta 165:1               | Grav- och boplatsområde     |              | Ivetofta, Skåne     |       | 56.063583, 14.535379 | 10107101650001 | Ladda upp en bild av detta fornminne |
| Ivetofta 165:3               | Gravfält                    |              | Ivetofta, Skåne     |       | 56.065151, 14.531286 | 10107101650003 | Ladda upp en bild av detta fornminne |
| Ivetofta 175:1               | Hällristning                |              | Ivetofta, Skåne     |       | 56.118804, 14.500396 | 10107101750001 | Ladda upp en bild av detta fornminne |
| Ivetofta 176:1               | Hällristning                |              | Ivetofta, Skåne     |       | 56.047595, 14.531913 | 10107101760001 | Ladda upp en bild av detta fornminne |
| Ivetofta 179:1               | Hällristning                |              | Ivetofta, Skåne     |       | 56.064657, 14.487564 | 10107101790001 | Ladda upp en bild av detta fornminne |
| Ivetofta 180:1               | Hällristning                |              | Ivetofta, Skåne     |       | 56.065887, 14.530520 | 10107101800001 | Ladda upp en bild av detta fornminne |
| Ivetofta 186:1               | Hällristning                |              | Ivetofta, Skåne     |       | 56.064278, 14.487926 | 10107101860001 | Ladda upp en bild av detta fornminne |
| Ivetofta 187:1               | Hällristning                |              | Ivetofta, Skåne     |       | 56.064215, 14.489213 | 10107101870001 | Ladda upp en bild av detta fornminne |
| Ivetofta 198                 | Grav- och boplatsområde     |              | Ivetofta, Skåne     |       | 56.090985, 14.469683 | 12000000001974 | Ladda upp en bild av detta fornminne |
| Ivetofta 257                 | Stensättning                |              | Ivetofta, Skåne     |       | 56.111623, 14.543948 | 12000000018641 | Ladda upp en bild av detta fornminne |
| Ivetofta 258                 | Stensättning                |              | Ivetofta, Skåne     |       | 56.113143, 14.544313 | 12000000018642 | Ladda upp en bild av detta fornminne |
| Ivetofta 263                 | Hällristning                |              | Ivetofta, Skåne     |       | 56.088823, 14.557094 | 12000000019344 | Ladda upp en bild av detta fornminne |
| Ivetofta 269                 | Hällristning                |              | Ivetofta, Skåne     |       | 56.079270, 14.541986 | 12000000019514 | Ladda upp en bild av detta fornminne |
| Ivetofta 270                 | Stensättning                |              | Ivetofta, Skåne     |       | 56.088716, 14.536928 | 12000000019515 | Ladda upp en bild av detta fornminne |
| Ivetofta 272                 | Hällristning                |              | Ivetofta, Skåne     |       | 56.088692, 14.537543 | 12000000019648 | Ladda upp en bild av detta fornminne |
| Ivetofta 275                 | Stensättning                |              | Ivetofta, Skåne     |       | 56.091704, 14.566601 | 12000000019653 | Ladda upp en bild av detta fornminne |
| Ivetofta 303                 | Stensättning                |              | Ivetofta, Skåne     |       | 56.087059, 14.529669 | 12000000077639 | Ladda upp en bild av detta fornminne |
| Ivetofta 305                 | Stensättning                |              | Ivetofta, Skåne     |       | 56.109191, 14.473920 | 12000000082152 | Ladda upp en bild av detta fornminne |

## Näsum
| Namn                                   | Lämningstyp             | Tillkomsttid | Historisk indelning | Plats | Läge                 | ID-nr          | Bild                                      |
| -------------------------------------- | ----------------------- | ------------ | ------------------- | ----- | -------------------- | -------------- | ----------------------------------------- |
| Näsum 1:1                              | Röse                    |              | Näsum, Skåne        |       | 56.163514, 14.455599 | 10109700010001 | Ladda upp en bild av detta fornminne      |
| Gamla kyrkogård med Backar (Näsum 5:1) | Gravfält                |              | Näsum, Skåne        |       | 56.164225, 14.485874 | 10109700050001 | Ladda upp en till bild av detta fornminne |
| Näsum 12:1                             | Hög                     |              | Näsum, Skåne        |       | 56.193615, 14.515242 | 10109700120001 | Ladda upp en bild av detta fornminne      |
| Näsum 14:1                             | Hög                     |              | Näsum, Skåne        |       | 56.194818, 14.512071 | 10109700140001 | Ladda upp en bild av detta fornminne      |
| Näsum 15:1                             | Hög                     |              | Näsum, Skåne        |       | 56.205852, 14.519374 | 10109700150001 | Ladda upp en bild av detta fornminne      |
| Näsum 16:1                             | Hög                     |              | Näsum, Skåne        |       | 56.205886, 14.520863 | 10109700160001 | Ladda upp en bild av detta fornminne      |
| Näsum 16:2                             | Hög                     |              | Näsum, Skåne        |       | 56.205944, 14.521246 | 10109700160002 | Ladda upp en bild av detta fornminne      |
| Näsum 17:1                             | Hög                     |              | Näsum, Skåne        |       | 56.211030, 14.517805 | 10109700170001 | Ladda upp en bild av detta fornminne      |
| Näsum 22:1                             | Gravfält                |              | Näsum, Skåne        |       | 56.162660, 14.457404 | 10109700220001 | Ladda upp en bild av detta fornminne      |
| Näsum 26:1                             | Hög                     |              | Näsum, Skåne        |       | 56.159704, 14.437006 | 10109700260001 | Ladda upp en bild av detta fornminne      |
| Näsum 26:2                             | Stensättning            |              | Näsum, Skåne        |       | 56.159661, 14.436831 | 10109700260002 | Ladda upp en bild av detta fornminne      |
| Näsum 29:1                             | Hög                     |              | Näsum, Skåne        |       | 56.213187, 14.521561 | 10109700290001 | Ladda upp en bild av detta fornminne      |
| Näsum 29:2                             | Hög                     |              | Näsum, Skåne        |       | 56.213149, 14.521138 | 10109700290002 | Ladda upp en bild av detta fornminne      |
| Näsum 29:3                             | Hög                     |              | Näsum, Skåne        |       | 56.213176, 14.520895 | 10109700290003 | Ladda upp en bild av detta fornminne      |
| Näsum 93                               | Röse                    |              | Näsum, Skåne        |       | 56.189496, 14.426786 | 12000000058444 | Ladda upp en bild av detta fornminne      |
| Näsum 110                              | Stensättning            |              | Näsum, Skåne        |       | 56.189361, 14.426676 | 12000000058461 | Ladda upp en bild av detta fornminne      |
| Näsum 189                              | Stensättning            |              | Näsum, Skåne        |       | 56.186931, 14.551895 | 12000000058684 | Ladda upp en bild av detta fornminne      |
| Näsum 241                              | Röse                    |              | Näsum, Skåne        |       | 56.186324, 14.568009 | 12000000058760 | Ladda upp en bild av detta fornminne      |
| Textorius laboratorium (Näsum 273)     | Husgrund, historisk tid |              | Näsum, Skåne        |       | 56.213648, 14.449040 | 12000000058802 | Ladda upp en bild av detta fornminne      |
| Näsum 281                              | Röse                    |              | Näsum, Skåne        |       | 56.205073, 14.480912 | 12000000058820 | Ladda upp en bild av detta fornminne      |
| Näsum 343                              | Stensättning            |              | Näsum, Skåne        |       | 56.162191, 14.523063 | 12000000058895 | Ladda upp en bild av detta fornminne      |
| Näsum 403                              | Röse                    |              | Näsum, Skåne        |       | 56.208887, 14.483609 | 12000000059057 | Ladda upp en bild av detta fornminne      |
| Näsum 432                              | Gravfält                |              | Näsum, Skåne        |       | 56.155105, 14.533902 | 12000000059122 | Ladda upp en bild av detta fornminne      |
| Näsum 458                              | Stensättning            |              | Näsum, Skåne        |       | 56.129258, 14.558353 | 12000000059176 | Ladda upp en bild av detta fornminne      |
| Näsum 492                              | Hällristning            |              | Näsum, Skåne        |       | 56.129859, 14.557448 | 12000000059226 | Ladda upp en bild av detta fornminne      |
| Kullen (Näsum 504)                     | Lägenhetsbebyggelse     |              | Näsum, Skåne        |       | 56.191446, 14.425250 | 12000000059246 | Ladda upp en bild av detta fornminne      |
| Näsum 512                              | Röse                    |              | Näsum, Skåne        |       | 56.142567, 14.483298 | 12000000059259 | Ladda upp en bild av detta fornminne      |
| Näsum 521                              | Röse                    |              | Näsum, Skåne        |       | 56.142644, 14.483082 | 12000000059270 | Ladda upp en bild av detta fornminne      |
| Näsum 522                              | Röse                    |              | Näsum, Skåne        |       | 56.142708, 14.483288 | 12000000059271 | Ladda upp en bild av detta fornminne      |